# Lily Smith
Lilian "Lily" Smith Nash es un personaje ficticio de la serie de televisión australiana Home and Away, interpretada por la actriz Charlie-Rose Maclennan desde el 14 de octubre de 2010 hasta febrero del 2011. Más tarde Rose regresó a la serie el 9 de septiembre y su última aparición fue el 13 de octubre de 2011.

## Antecedentes
Lily es la hija de Will y Gypsy, nació a finales del 2001 en una carretera el mismo día en que nació V.J. Patterson. Lily se fue de la bahía con sus padres meses más tarde sin embargo regresó brevemente con su padre a visitar a sus parientes.

## Biografía
Cuando Gypsy se entera de que está embarazada ella y Will no están juntos y no queriendo atraparlo en las responsabilidades de ser padre le oculta la verdad y le dice que él no es el padre sino que el bebé que está esperando es de Andrew Moffat, su profesor. Sin embargo tanto su hermano Tom como Sally comienzan a sospechar y pronto descubren la verdad. 
Cuando Gypsy tiene ya cinco meses de embarazo Will finalmente se da cuenta de que él es el padre de la bebé, aunque al inicio Gypsy piensa en irse de la bahía pronto reconsidera y decide quedarse, poco después la pareja se reconcilia y se mudan con la familia de Will. Más tarde Gypsy comienza su labor de parto en medio de la cocina y Will la sube al coche sin embargo no llegan a tiempo al hospital y la pequeña nace a un lado de la carretera.
Poco después Will le propone matrimonio a Gypsy y ella acepta. Más tarde en el 2003 a su padre le ofrecen un trabajo en Queensland lo que significa que su madre puede estar más cerca de su familia así que la pareja decide casarse en una ceremonia en la playa antes de irse de la bahía. Un año después en el 2004 sus padres adoptan a Rachel McGregor quien había estado viviendo con ellos, después de que esta se los pidiera.
En el 2010 Lily ahora una dulce y sensible niña de once años está ansiosa y entusiasmada por conocer el lugar en donde su padre se crio, sin embargo por otra parte está triste ya que sabe la verdadera razón por la que regresaron a la bahía.
A su llegada Lily y su padre se mudan con la madre adoptiva de Will, Irene Roberts, quien queda encantada de tenerlos de vuelta en la bahía, sin embargo comienza a sospechar al ver que ni Gypsy ni Rachel regresaron con ellos. Poco después Will le revela a Irene que la verdadera razón por la cual ni su esposa ni su otra hija regresaron es porque Gypsy lo dejó después de que descubriera que la había engañado con otra mujer, lo cual deja sorprendida a Irene. Lily está consciente de la tensión que existe entre sus padres sin embargo está molesta, triste y confundida con su madre por haberse ido repentinamente y haberlos dejado, ya que no sabe que la verdadera razón de su partida fue a causa de la infidelidad de su padre.